# Tangled Lives (film 1918)
Tangled Lives è un film muto del 1918 diretto da Paul Scardon. La protagonista femminile era Betty Blythe, moglie del regista.

## Produzione
Il film fu prodotto dalla Vitagraph Company of America.

## Distribuzione
Presentato da Albert E. Smith e distribuito dalla Greater Vitagraph (V-L-S-E), il film uscì nelle sale statunitensi il 1º luglio 1918.